# Haltichella delhensis
Haltichella delhensis är en stekelart som beskrevs av Roger Roy och Farooqi 1984. Haltichella delhensis ingår i släktet Haltichella och familjen bredlårsteklar. Inga underarter finns listade i Catalogue of Life.